# 509 до н. е.

## Події
Перший рік Римської республіки. Під час народного повстання вигнаний цар Риму Луцій Тарквіній Гордий. Переможці проголосили Римську республіку. Сенат вперше обрав двох консулів, ними стали Луцій Юній Брут та Луцій Тарквіній Коллатін. Втім, останній був родичем колишнього царя, через це народ розкритикував його. Коллатін добровільно поїхав у вигнання, а консулом-суфектом став Публій Валерій Публікола.
- Битва біля Арсійського лісу